# جرارد (کلرادو)
جرارد (به انگلیسی: Gerrard) یک منطقهٔ مسکونی در ایالات متحده آمریکا است که در کلرادو واقع شده‌است. جرارد ۳٫۱۰۵ کیلومتر مربع مساحت و ۲۷۸ نفر جمعیت دارد.